# 亞塔安

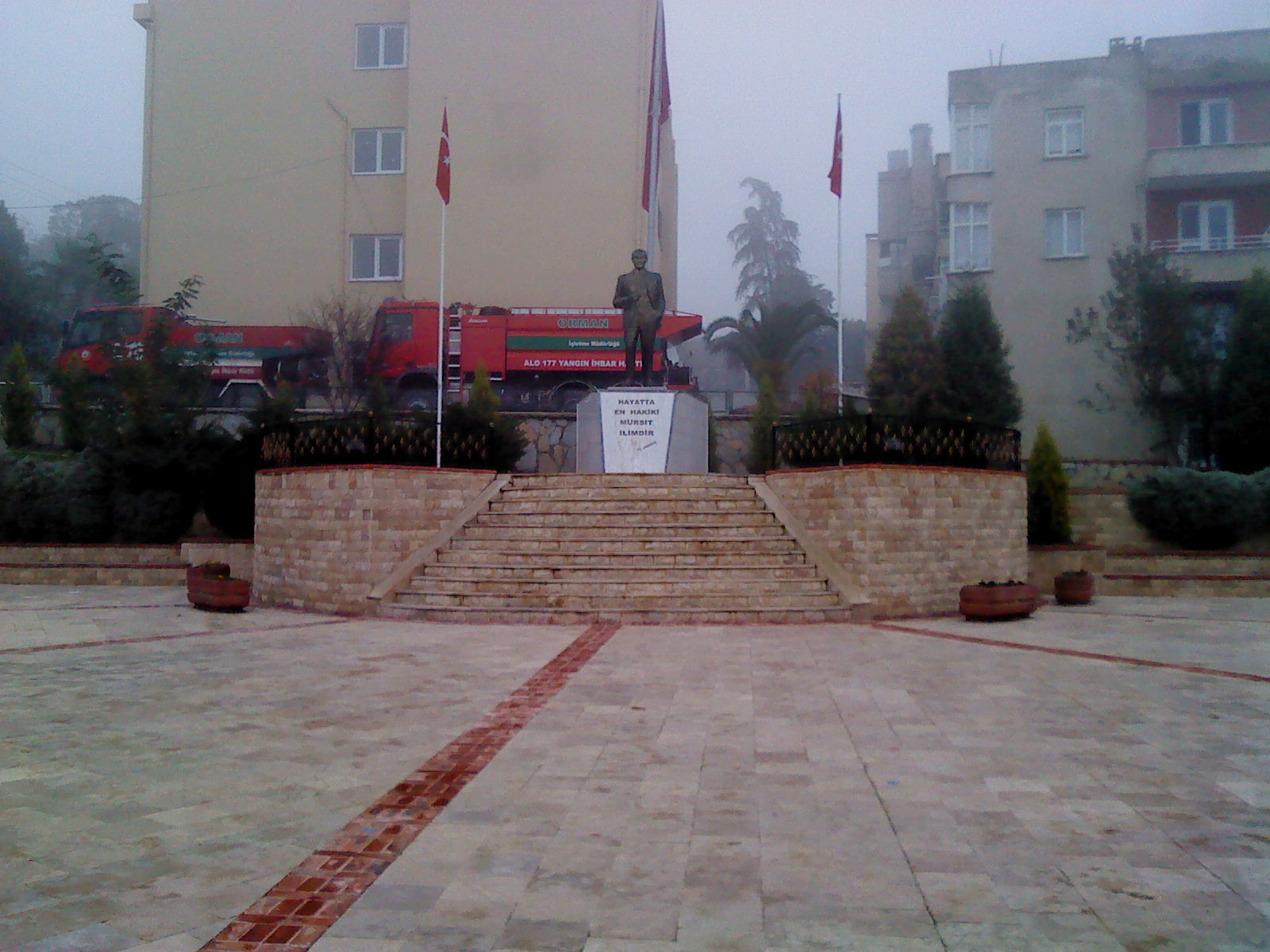
Yatağan Squar

亞塔安（土耳其語：Yatağan）是土耳其的城鎮，由穆拉省負責管轄，位於該國西南部，距離首府穆拉26公里，面積1,772平方公里，海拔高度378米，鎮上的火力發電廠造成生態污染，2010年人口18,051。

## 外部連結
- Belen Kahvesi official website （土耳其文）